# 사치재

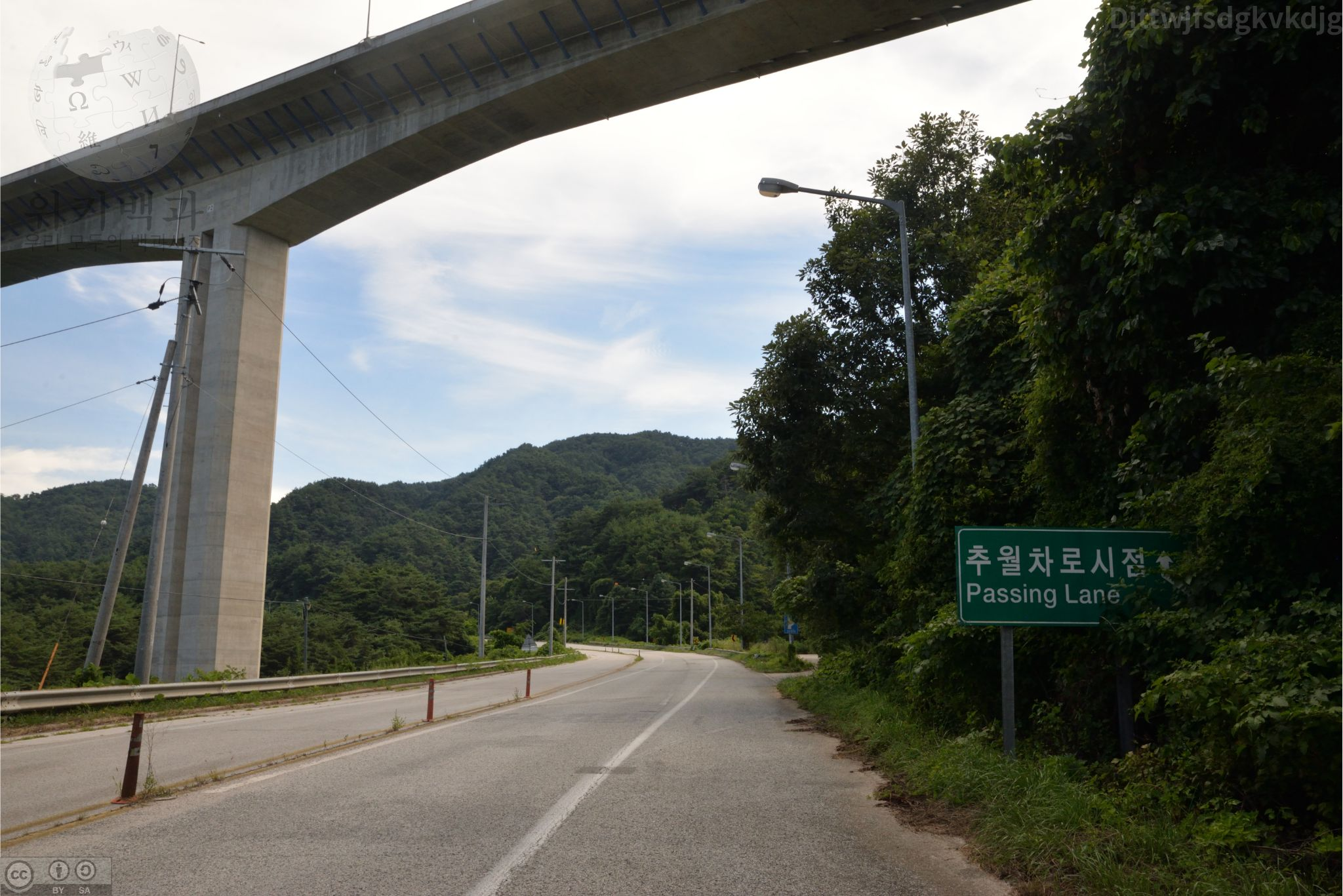
사치재를 향해 올라가는 구 88올림픽고속도로와 신 광주대구고속도로 번암교

사치재는 대한민국 전북특별자치도 남원시 아영면 아곡리 장수군 번암면 유정리의 경계에 있는 높이 510m의 고개이다. 광주대구고속도로가 이 고개를 지나며, 구 88올림픽고속국도는 이 고개를 터널 없이 넘어갔으나 고속도로 확장 이후 백두대간사치재터널이 개설되었다. 백두대간이 통과한다.